# Fitzwilliam Museum
Il Fitzwilliam Museum si trova in Trumpington Street a Cambridge, nel Regno Unito. Il museo espone opere di William Blake, Alfred Sisley e Tiziano.
È stato realizzato grazie al fondamentale contributo del benefattore Richard Fitzwilliam, che ha donato le opere d'arte della sua collezione privata.
L'edificio del museo fu progettato da Charles Robert Cockerell.

## Opere principali
Giambattista Pittoni
- Monumento Allegorico a Sir Isaac Newton

Cima da Conegliano
- San Lanfranco di Pavia tra i santi Giovanni Battista e Liberio

Filippo Lippi
- Trittico della Madonna dell'Umiltà e santi (1430 circa)

Carlo Maratta
- Ritratto del Cardinale Giacomo Rospigliosi

Alfred Sisley
- L'inondazione a Port-Marly (1876)

Domenico Veneziano
- Annunciazione, pannello della predella della pala di Santa Lucia dei Magnoli (1445 circa)
- Miracolo di san Zanobi, pannello della predella della pala di Santa Lucia dei Magnoli (1445)